# Historia del afrikáans

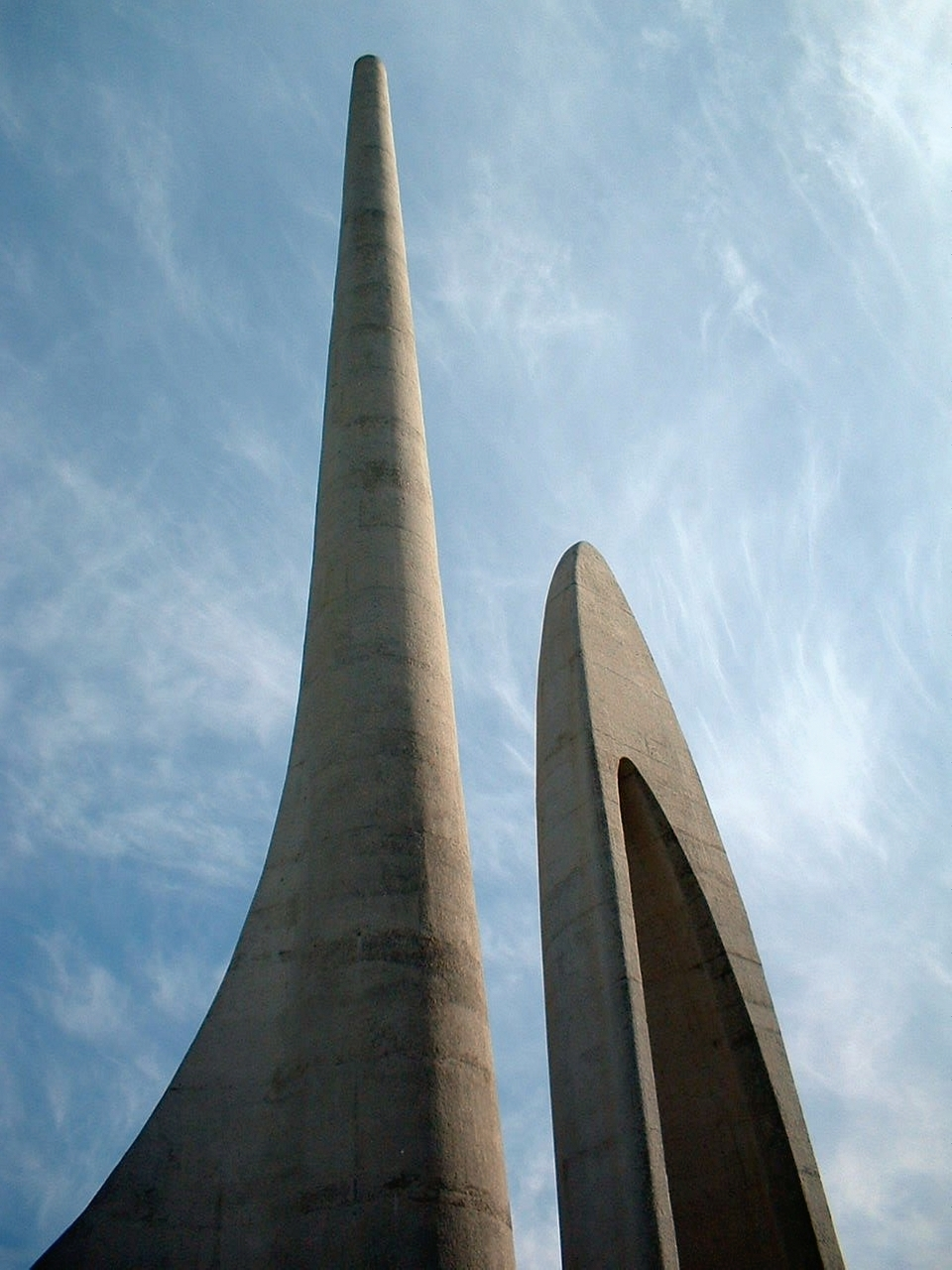
Monumento de la Lengua Afrikáans.

La historia del afrikáans se entrelaza con la historia de la lengua neerlandesa en Sudáfrica. El reconocimiento del neerlandés como lengua, o la ignorancia de la lengua bajo la autoridad británica, era, por definición, una aceptación o negación del afrikáans. Además, el afrikáans y el neerlandés han tenido durante mucho tiempo una relación armoniosa, en una situación de diglosia.
Desde 1652, principalmente inmigrantes neerlandeses y alemanes se establecieron en el Cabo. Además también se establecieron hugonotes franceses, ingleses, portugueses, escandinavos y malayos en el Cabo. La Compañía Neerlandesa de las Indias Orientales se dirigía desde los Países Bajos. Todos los residentes en el Cabo, incluyendo los pueblos indígenas y los esclavos, utilizaban el neerlandés.

## Primer Movimiento por la Lengua
El 14 de agosto de 1875 la Sociedad de los Verdaderos Afrikáneres se estableció en Paarl bajo el liderazgo del reverendo Stephanus Jacobus du Toit. Este es un hito alcanzado en la historia de la lengua afrikáans, y este evento es considerado el comienzo del Primer Movimiento por la Lengua Afrikáans. El propósito de esta organización era la concienciación de que el afrikáans era una lengua. El GRA, sin embargo, opinó que era demasiado pronto para pensar en una traducción de la Biblia en afrikáans, aunque acogió con satisfacción la idea.

## Segundo Movimiento por la Lengua
El 13 de diciembre de 1905, la Sociedad de la Lengua Afrikáans llevó a cabo una conferencia en Pretoria bajo la dirección de Gustav Preller.
El objetivo de la Sociedad de la Lengua Afrikáans según Preller era "escribir y hablar afrikáans, aprender neerlandés, leer ambos." El 3 de noviembre de 1906 los defensores de la lengua afrikáans en Ciudad del Cabo, establecieron el Afrikaanse Taalvereniging (ATV) encabezado de JHH de Waal. El lema de la ATV era: "Leer Nederlands, schrijf Nederlands als ge kunt en wilt, maar als ge niet kunt of wilt, schrijf dan niet Engels, maar Afrikaans." La creación del Afrikaanse Taalvereniging y la Sociedad de la Lengua Afrikáans se consideran como el inicio del Segundo Movimiento por la Lengua Afrikáans. El portavoz de la ATV, Ons Moedertaal, fue el precursor de Die Huisgenoot (Compañero de Casa) y trabajó hasta su adquisición en 1915 bajo la dirección del profesor Tobie Muller, Tomlinson Gordon y el prof. JJ Smith.

## Afrikáans, holandés y diglosia

### Lucha entre el afrikáans y el neerlandés
En medio de la "lucha del idioma", los defensores del neerlandés intentaron de todas las formas posibles demostrar cuán perjudicial sería para la gente si el afrikáans fuera elevado a un idioma escrito.
"Het Christelik Schoolblad", el portavoz del "Christelijk Nationaal Onderwijs" en el Transvaal, advirtió contra el surgimiento del africáans en 1905, y dijo que el afrikáans escrito significaría que el holandés se volvería inaccesible para los afrikáneres; y que afrikáans sería rebasado por el inglés. El profesor JI Marais, refiriéndose a la acción del Taalgenootskap de Preller en 1905, escribió:

La lengua de la cocina (kombuistaal), que se glorifica en Pretoria, no es la lengua del afrikaner educado.